# Michele Alberto Carrara
Michele Alberto Carrara, o Giovanni Michele Alberto o Carrara Alberti (Bergamo, 1438 – Bergamo, 26 ottobre 1490), è stato un medico e scrittore italiano.

## Biografia
Michele era figlio di Guido e di Donnina Suardi che avevano l'abitazione sulla piazza della Vicinia di San Pancrazio. Il padre vedovo di Simona Valvassore, dalla quale aveva avuto un figlio, si risposò e in seconde nozze ebbe altri tre figli di cui Michele fu il primo.
 Guido era un medico e umanista originario dalle valli bergamasche e famoso per le sue conoscenze sia mediche che di carattere generale. Fondò nel 1446 il collegio dei medici di Bergamo, morendo nel 1457. Forse fu autore di opere ma non vi è una certa documentazione.
Guido indirizzò il figlio Michele allo studio delle scritture classiche, fin da giovane questi sapeva recitare a memoria Virgilio e il 2 luglio 1458 si laureò in medicina all'università di Padova in “physicus”. Aveva però una forte predisposizione letteraria, scrivendo già da studente universitario alcune delle sue opere autobiografiche. Nella sua commedia Egloga racconta di una donna padovana di nome Ursula che ebbe molto amato.
Tornato a Bergamo, iniziò la sua carriera di medico, sposò Margherita dei conti Passi de Preposulo, che era la figlia di Giovanni Cristoforo generale di Bartolomeo Colleoni, dalla quale ebbe due figli, ma entrambi, con la madre morirono prematuramente di peste nel 1464. Sposò quindi in terze nozze Elisabetta Comenduno provenienti dalla famiglia guelfa che si contrapponeva con quella dei Suardi della madre del Carrara ghibellina. A causa dei forti scontri presenti a Bergamo causati da queste due fazioni, si trasferì a Brescia nel 1478, sempre esercitando la carriera di medico, per cercare un periodo di serenità della sua vita. Dal 1479 al 1483 fu chiamato ad esercitare a Chiari dove rimase fino alla scadenza del contratto per accettare l'incarico di medico personale di Roberto Sanseverino d'Aragona.
Gli anni successivi li trascorsi tra Valle San Martino e Bergamo, dove il 14 febbraio 1488 ricevette da Federico III il titolo di palatino per la tua attività medica di soccorso e aiuto durante le epidemie. Michele Alberto Carrara morì a cinquantadue anni nel 1490.
Il Carrara e alcuni membri della sua famiglia venne sepolto nell'antica chiesa di San Francesco dove risulta che vi fossero almeno quattro medici Carrara in un documento del frate Daniele Finardi del 1553.

## Elenco di alcune opere
Il Carrara scrisse molte opere, molte di queste di carattere umanistico, alcuni trattari medici, ma molti dei suoi lavori sono andati persi. Alcuni suoi scritti sono conservati nella Biblioteca civica Angelo Mai
- Amiranda. Commedia in latino scritta tra il 1457 e il 1460 periodo padovano del Carrara. Il testo cita avvenimenti vissuti dall'artista con i personaggi individuabili nei suoi amici e colleghi. La commedia racconta le vicissitudini di Camelio e Amiranda riconoscibili nel Carrara e in Ursula.
- De omnibusingeniis augende memorie stampato nel XV secolo, dove descrive le sue ricerche sotto l'aspetto medico;
- Orazione a Bartolomeo Colleoni orazione scritta nel 1476, un anno dopo la morte del condottiero;
- Lode a Lodovico Donà vescovo di Bergamo;
- Orazione per Gabriele Rangone cardinale per il suo ritorno nel 1479 dell'Ungheria;
- De fato et fortuna  trattato filosofico dedicato a Francesco Pontano da Bergamo;
- Ad gloriosam virginem suarum calamitatum commemoratio racconta in stile poetico il periodo della sua vita tra il 1438 e il 1470, scritto che ha permesso un approfondimento sulla sua famiglia e sulla società del suo tempo anche in riferimento alla sua attività medica;
- De choreis musarum sive de origine scientiarum opera dedicata sempre al cardinale Rangone;
- Bucolicum carmen opera autobiografica scritta tra il 1459 al 1465;

Il Carrara scrisse un alto numero di poesie in latino, e un'opera in terzine dantesche
- Comedia opera in terzine dantesche che racconta unn viaggio extraterreste alla guida della Divina Commedia;
- Sermones obiugatorii quindici di carattere moralistico;
- De Iesu Christi omnium incarnatione oratio dedicato al vescovo Giovanni Barozzi recitato nel 1463;
- Vita beate Clare de Montefalco

tre i trattati medici tra cui
- De pulsibus e De pestilentia pubblicato nel 1491, dopo la sua morte che fu studiato dai medici del tempo venendo poi ricopiato dal medico e filosofo Guglielmo Grataroli.[1]